# Koronczarka (film)
Koronczarka – melodramat produkcji szwajcarsko-francusko-niemieckiej z 1977 w reżyserii Claude'a Goretty. Film powstał na podstawie powieści Pascala Lainé'a.

## Fabuła
Wrażliwa 18-letnia Pomme (Isabelle Huppert) uczy się w salonie fryzjerskim i marzy o prawdziwej miłości. Pewnego dnia poznaje François`a – studenta z dobrze wykształconej i zamożnej rodziny. Ich relacja szybko przeradza się w intymny związek. Lecz z biegiem czasu zaangażowanie i oddanie dziewczyny, nie jest wystarczające dla chłopaka, gdyż uważa, że zbyt wiele rzeczy ich różni. Zerwanie relacji z zamkniętą w sobie Pomme, powoduje jej całkowite załamanie nerwowe.

## Obsada
- Isabelle Huppert - Pomme
- Yves Beneyton - François
- Florence Giorgetti - Marylène
- Annemarie Düringer - Matka Pomme
- Renate Schroeter - Dziewczyna François
- Michel de Ré - Malarz
- Monique Chaumette - Matka François
- Jean Obé - Ojciec François
- Christian Baltauss - Gérard

i inni

## Nagrody i nominacje
30. MFF w Cannes
- Nagroda Jury Ekumenicznego - Claude Goretta
- Złota Palma dla najlepszego filmu - Claude Goretta (nominacja)

Nagroda BAFTA 1977
- Najbardziej obiecujący pierwszoplanowy debiut aktorski - Isabelle Huppert

3. ceremonia wręczenia Cezarów
- Najlepszy film - Claude Goretta (nominacja)
- Najlepsza aktorka - Isabelle Huppert (nominacja)
- Najlepsza aktorka drugoplanowa - Florence Giorgetti (nominacja)